# 椹野道流
椹野 道流（ふしの みちる、2月25日 -）は、日本の小説家。兵庫県甲南女子高等学校出身。血液型はO型。四緑木星。医師としての専門は法医学で、大阪医科大学社会医学講座法医学教室助手の経歴がある。現在は専門学校で教壇に立つかたわら、作家活動をしている。
1996年、講談社の第3回ホワイトハート大賞エンタテインメント小説部門に「人買奇談」で佳作。翌年講談社X文庫ホワイトハートより同作でデビュー。以降、ホワイトハートからは『奇談』シリーズ、『にゃんこ亭のレシピ』シリーズ、講談社ノベルスからは『鬼籍通覧』シリーズ（ホワイトハートにて、順次文庫化されている）などを発表。『奇談』シリーズは、3作のオリジナルCDブックも発売されている。また、『妖魔なオレ様と下僕な僕』（通称「妖僕」）シリーズ、『右手にメス、左手に花束』（通称「メス花」）シリーズ、『作る少年、食う男』シリーズなどはドラマCD化もされている。
奇談シリーズのCDブック「生誕祭奇談」では声優に挑戦し、同じく「白拍子奇談」では一弦琴の演奏の他、付属CDにて作詞と歌唱も担当した。イベント「オルゴール・レクイエム」では会場内のアナウンスもしている。
「春眠洞」名のサークルで、自著のシリーズを含めた同人活動も行っている。主に大阪や東京で行われるイベントへの参加と並行してとらのあななどの同人誌ショップで委託販売も行っている。
特技は一弦琴。中原中也が好きで、ペンネームの「椹野」は椹野川に由来する。
2020年10月から、日本SF作家クラブ会員。

## 作品リスト

### 講談社
講談社X文庫ホワイトハート刊
- 「奇談」シリーズ（イラスト：あかま日砂紀）

1. 人買奇談（1997年7月）
2. 泣赤子奇談（1997年10月）
3. 八咫烏奇談（1997年12月）
4. 倫敦奇談（1998年4月）
5. 幻月奇談（1998年7月）
6. 龍泉奇談（1998年11月）
7. 土蜘蛛奇談 上下（上巻1999年4月、下巻1999年7月）
8. 景清奇談（1999年11月）
9. 忘恋奇談（2000年5月）
10. 遠日奇談  ※短編集（2000年8月）
11. 蔦蔓奇談（2000年11月）
12. 童子切奇談（2001年3月）
13. 雨衣奇談（2001年7月）
14. 嶋子奇談（2001年11月）
15. 獏夢奇談（2002年3月）
16. 犬神奇談（2002年7月）
17. 楽園奇談（2002年12月）
18. 琴歌奇談（2003年4月）
19. 海月奇談 上下（上巻2003年8月、下巻2003年10月）
20. 抜頭奇談（2003年12月）
21. 尋牛奇談（2004年3月）
22. 傀儡奇談（2004年12月）
23. 鳴釜奇談（2005年9月）
24. 堕天使奇談（2005年12月）
25. 現人奇談（2008年12月）
26. 焔炎奇談（2009年8月）
27. 宵霞奇談（2011年3月）

- 「にゃんこ亭のレシピ」シリーズ（イラスト：山田ユギ）

1. にゃんこ亭のレシピ 1（2004年9月）
2. にゃんこ亭のレシピ 2（2005年4月）
3. にゃんこ亭のレシピ 3（2006年6月）
4. にゃんこ亭のレシピ 4（2009年12月）

- 「鬼籍通覧」シリーズ（イラスト：山田ユギ）

1. 暁天の星（2004年12月）
2. 無明の闇（2005年6月）
3. 壷中の天（2005年10月）
4. 隻手の声（2006年2月）
5. 禅定の弓（2007年2月）

講談社ノベルス刊
- 「鬼籍通覧」シリーズ（表紙：ヤマシタトモコ（7巻〜））

1. 暁天の星（1999年6月）
2. 無明の闇（2000年3月）
3. 壷中の天（2001年6月）
4. 隻手の声（2002年9月）
5. 禅定の弓（2004年7月）
6. 亡羊の嘆（2008年6月）
7. 池魚の殃（2014年4月）
8. 南柯の夢（2017年10月）

講談社文庫刊
- 「鬼籍通覧」シリーズ（表紙：二宮悦巳（新装版1～５巻、6巻〜））

1. 暁天の星（2008年7月 / 新装版2019年9月）
2. 無明の闇（2008年11月 / 新装版2019年10月）
3. 壷中の天（2009年5月 / 新装版2019年11月）
4. 隻手の声（2009年9月 / 新装版2019年12月）
5. 禅定の弓（2010年2月 / 新装版2020年1月）
6. 亡羊の嘆（2018年8月）
7. 池魚の殃（2020年2月）
8. 南柯の夢（2020年6月）

### 角川書店
角川文庫刊
- 「最後の晩ごはん」シリーズ（表紙：緒川千世（1〜5巻）、くにみつ（6巻〜）)

1. 最後の晩ごはん ふるさととだし巻き卵（2014年10月）
2. 最後の晩ごはん 小説家と冷やし中華（2015年1月）
3. 最後の晩ごはん お兄さんとホットケーキ（2015年4月）
4. 最後の晩ごはん 刑事さんとハンバーグ（2015年8月）
5. 最後の晩ごはん 師匠と弟子のオムライス（2015年12月）
6. 最後の晩ごはん 旧友と焼きおにぎり（2016年5月）
7. 最後の晩ごはん 黒猫と揚げたてドーナツ（2016年12月）
8. 最後の晩ごはん 忘れた夢とマカロニサラダ（2017年6月）
9. 最後の晩ごはん 海の花火とかき氷（2017年12月）
10. 最後の晩ごはん 駆け出し俳優とピザトースト（2018年6月）
11. 最後の晩ごはん 聖なる夜のロールキャベツ（2018年12月）
12. 最後の晩ごはん 秘された花とシフォンケーキ（2019年6月）
13. 最後の晩ごはん 閉ざした瞳とクリームソーダ（2019年12月）
14. 最後の晩ごはん 地下アイドルと筑前煮（2020年8月）
15. 最後の晩ごはん 初恋と鮭の包み焼き（2021年2月）
16. 最後の晩ごはん 後輩とあんかけ焼きそば（2021年7月）
17. 最後の晩ごはん 後悔とマカロニグラタン（2022年2月）
18. 最後の晩ごはん ゲン担ぎと鯛そうめん（2022年7月）
19. 最後の晩ごはん 兄弟とプリンアラモード（2023年3月）
20. 最後の晩ごはん 優しい犬とカレーライス（2024年7月）

- 「ローウェル骨董店の事件簿」シリーズ（表紙：北畠あけ乃）

1. ローウェル骨董店の事件簿（2016年1月）
2. ローウェル骨董店の事件簿 センチメンタル・ジュエリーの謎（2016年6月）
3. ローウェル骨董店の事件簿 交霊会とソルジャーベア（2017年11月）

- 「モンスターと食卓を」シリーズ（表紙：青山十三）

1. モンスターと食卓を 1（2019年9月）
2. モンスターと食卓を 2（2020年10月）
3. モンスターと食卓を 3（2021年10月）

- 「妖魔と下僕の契約条件」シリーズ（表紙：青井秋）※イースト・プレス『妖魔な俺様と下僕な僕』シリーズのフルリライト

1. 妖魔と下僕の契約条件 1（2021年4月）
2. 妖魔と下僕の契約条件 2（2021年8月）
3. 妖魔と下僕の契約条件 3（2022年6月）
4. 妖魔と下僕の契約条件 4（2022年11月）
5. 妖魔と下僕の契約条件 5（2023年7月）

- 名探偵だって恋をする（2013年9月）（アンソロジー。椹野道流の作品は「ローウェル骨董店の事件簿 秘密の小箱」）（表紙：佐原ミズ）

角川ビーンズ文庫刊
- 「貴族探偵エドワード」シリーズ（イラスト：ひだかなみ）

1. 貴族探偵エドワード 銀の瞳が映すもの（2005年10月）
2. 貴族探偵エドワード 白き古城に眠るもの（2006年2月）
3. 貴族探偵エドワード 赤き月夜に浮かぶもの（2006年7月）
4. 貴族探偵エドワード 碧き湖底にひそむもの（2006年12月）
5. 貴族探偵エドワード 琥珀の扉をひらくもの（2007年6月）
6. 貴族探偵エドワード 瑠璃の涙を流すもの（2007年9月）
7. 貴族探偵エドワード 濃藍の空に躍るもの（2008年2月）
8. 貴族探偵エドワード 紅蓮の炎を狙うもの（2008年8月）
9. 貴族探偵エドワード 記憶のゆりかご ※短編集（2008年9月）
10. 貴族探偵エドワード 紺碧の海を渡るもの（2009年3月）
11. 貴族探偵エドワード 茜の空を仰ぐもの（2009年7月）
12. 貴族探偵エドワード 常磐の森に祈るもの（2009年11月）
13. 貴族探偵エドワード 金の扇を射抜くもの（2010年6月）
14. 貴族探偵エドワード 萌葱の野原を駆けるもの（2010年11月）
15. 貴族探偵エドワード 真朱の玉座に座るもの（2011年2月）

単行本
- 「ローウェル骨董店の事件簿」シリーズ（表紙：北畠あけ乃）

1. ローウェル骨董店の事件簿（2012年12月）
2. ローウェル骨董店の事件簿 センチメンタル・ジュエリーの謎（2014年2月）

あすかコミックスDX刊
- 「断罪のドラグネット」シリーズ1～2巻（漫画原作を担当。作画：小田すずか）

1. 断罪のドラグネット 1巻（2018年7月）
2. 断罪のドラグネット 2巻（2019年1月）

### 集英社
集英社オレンジ文庫刊
- 「時をかける眼鏡」シリーズ（表紙：南野ましろ）

1. 時をかける眼鏡 医学生と、王の死の謎（2015年1月）
2. 時をかける眼鏡 新王と謎の暗殺者（2015年7月）
3. 時をかける眼鏡 眼鏡の帰還と姫王子の結婚（2016年5月）
4. 時をかける眼鏡 王の覚悟と女神の狗（2016年10月）
5. 時をかける眼鏡 華燭の典と妖精の涙（2017年4月）
6. 時をかける眼鏡 王の決意と家臣の初恋（2018年1月）
7. 時をかける眼鏡 兄弟と運命の杯（2018年7月）
8. 時をかける眼鏡 魔術師の金言と眼鏡の決意（2019年6月）
9. 時をかける眼鏡 宰相殿下と学びの家（2022年9月）

- 「ハケン飯友」シリーズ（表紙：内田美奈子）

1. ハケン飯友 僕と猫のおうちごはん（2019年1月）
2. ハケン飯友 僕と猫のごはん歳時記（2019年11月）
3. ハケン飯友 僕と猫の、食べて喋って笑う日々（2021年11月）
4. ハケン飯友 僕と猫の、小さな食卓（2023年8月）

- 猫だまりの日々 猫小説アンソロジー（2017年12月）（椹野道流の作品は「ハケン飯友」）
- とっておきのおやつ。 5つのおやつアンソロジー（2018年11月）（椹野道流の作品は「おじさんと俺」）
- 猫びたりの日々 猫小説アンソロジー（2024年12月）（椹野道流の作品は「ハケン飯友 猫のなつかしおやつ」）
- すばらしき新式食 SFごはんアンソロジー（2025年4月）（椹野道流の作品は「時をかける眼鏡 おいしい囚人飯」）

### 二見書房
シャレード文庫刊
- 「メス花」シリーズ（イラスト：加地佳鹿（1、2巻）、唯月一（3〜5巻）、鳴海ゆき（6巻〜））

1. 右手にメス、左手に花束（2000年10月）
2. 君の体温、僕の心音（2001年10月）
3. 耳にメロディー、唇にキス（2003年6月）
4. 夜空に月、我等にツキ（2004年9月）
5. その手に夢、この胸に光（2006年2月）
6. 頬にそよ風、髪に木漏れ日（2008年4月）
7. 僕に雨傘、君に長靴（2009年9月）
8. 月にむら雲、花に風（2010年8月）
9. 故きを温ね、新しきを知る（2012年3月）
10. 友には杯、恋人には泉（2014年1月）
11. 乱入者に情、配偶者に愛（2015年12月）
12. 離れていても、隣にいても（2018年12月）
13. ときにはひとりで、やっぱりふたりで 〜メス花歳時記〜（2022年2月）（SPメス花 春の話,夏の話,秋の話,冬の話+書き下ろし短編収録）

1. SPメス花１号（電子書籍のみ、2014年11月）
2. SPメス花２号（電子書籍のみ、2014年11月）

- 「ブライトン・ロック！」シリーズ （イラスト：宮本イヌマル）

1. ブライトン・ロック！ 1（2002年5月）
2. ブライトン・ロック！ 2（2003年9月）

- 「作る少年、食う男」シリーズ（イラスト：金ひかる）

1. 作る少年、食う男（2005年7月）
2. 執事の受難と旦那様の秘密 上下（上巻2007年4月、下巻2007年5月）
3. 新婚旅行と旦那様の憂鬱 上下（上巻2011年2月、下巻2012年2月）
4. 吸血鬼(仮)と、現実主義の旦那様（2014年7月）

- 「茨木さんと京橋君」シリーズ（略称：「いばきょ」）（イラスト：草間さかえ）

1. 茨木さんと京橋君 1（2008年3月）
2. 茨木さんと京橋君 2（2008年9月）

- 「楢崎先生とまんじくん」シリーズ（略称：「まんちー」）（イラスト：草間さかえ）

1. 楢崎先生とまんじくん 1（2009年6月）
2. 楢崎先生とまんじくん 2（2010年7月）

- 「いばきょ＆まんちー」シリーズ（イラスト：草間さかえ）

1. 楢崎先生んちと京橋君ち（2012年7月）
2. 夏の夜の悪夢（2013年7月）
3. 桜と雪とアイスクリーム（2015年5月）
4. 花火と絆と未来地図（2017年11月）

二見サラ文庫刊
- 「暁町三丁目、しのびパーラーで」シリーズ（表紙：鏑家エンタ）

1. 暁町三丁目、しのびパーラーで（2018年7月）
2. 暁町三丁目、しのびパーラーで 見習い草とお屋敷の秘密（2020年1月）

### 小学館
パレット文庫 刊
- 「ネクロマンサー・ポルカ」シリーズ（イラスト：明神翼）

1. ネクロマンサーは高校生！（2003年9月）
2. ネクロマンサーは修行中！（2003年12月）
3. ネクロマンサーの初出張！（2004年6月）

- 「秘密クラブ」シリーズ（イラスト：ひだかなみ）

1. 秘密のクラブへようこそ！（2004年12月）
2. 秘密クラブ、平安の都へ！（2005年4月）
3. 秘密クラブ、海へ行く！（2005年11月）

単行本
- 祖母姫、ロンドンへ行く！（2023年4月）

### プランタン出版
プラチナ文庫刊
- 「医者と花屋」シリーズ（イラスト：黒沢要）

1. お医者さんにガーベラ（2010年1月）
2. お花屋さんに救急箱（2010年2月）
3. 働くおにいさん日誌 （2011年2月）※「働くおにいさんブログ」の最初の1年分を改編、書き下ろし短編を追加。
4. 働くおにいさん日誌 2（2014年9月）
5. 働くおにいさん日誌 3（2014年9月）
6. お医者さんのお引っ越し（2015年7月）
7. 働くおにいさん日誌 4（2017年11月）
8. お医者さんと春の嵐（2018年10月）

- きみのハートに効くサプリ（イラスト：草間さかえ）（2010年4月）
- きみのハートに刻印を（イラスト：草間さかえ）（2012年8月）
- されどご主人様（マスター）（イラスト：ウノハナ）（2011年7月）
- 従者（フォロワー）にあらず（イラスト：ウノハナ）（2013年11月）
- 「くろねこ屋歳時記（クロニクル）」シリーズ（イラスト：くも）

1. 壱の巻（2013年4月）
2. 弐の巻（2013年5月）

- 「純喫茶あくま」シリーズ（イラスト：六路黒）

1. 純喫茶あくま（2014年7月）
2. 純喫茶あくま 天使と恋とオムライス（2017年8月）

Canna Comics刊
- くろねこ屋歳時記（クロニクル）（2012年12月）（共著。短編小説を担当）

単行本
- 男ふたりで12ヶ月シリーズ（表紙：ひたき）

1. 男ふたりで12ヶ月ごはん（2018年2月）
2. 男ふたりで12ヶ月おやつ（2019年11月）
3. 男ふたり夜ふかしごはん（2021年4月）

- お医者さんとお花屋さんのまいにち交換ノート（イラスト：黒沢要）（2022年3月）

### イースト・プレス
アズ・ノベルス刊
- 「妖魔なオレ様と下僕な僕」シリーズ（イラスト：唯月一（1〜6巻）、山田シロ（7巻〜））

1. 妖魔なオレ様と下僕な僕 1（2002年9月）
2. 妖魔なオレ様と下僕な僕 2（2003年5月）
3. 妖魔なオレ様と下僕な僕 3（2004年2月）
4. 妖魔なオレ様と下僕な僕 4（2004年8月）
5. 妖魔なオレ様と下僕な僕 5（2005年4月）
6. 妖魔なオレ様と下僕な僕 6（2006年6月）
7. 妖魔なオレ様と下僕な僕 7（2009年12月）
8. 妖魔なオレ様と下僕な僕 8（2011年1月）
9. 妖魔なオレ様と下僕な僕 9（2013年9月）

- 魂読者（ソウル・リーダー）（イラスト：吉村正）（2014年1月）

### 三笠書房
f-Clan文庫刊
- 若き検死官の肖像（イラスト：みやもと）（2012年1月）

単行本
- ちびすけmeetsおおきい猫さんたち（2023年2月）
- ちびすけlovesおおきい猫さんたち（2024年8月）

### 大洋図書
SHYノベルス刊
- 月の涙は銀の雨（イラスト：高松良明）（1999年6月）

SHY FANTASY刊
- 夏の夜の夢は幽けし（イラスト：今市子）（2000年3月）

### 幻冬舎
リンクスロマンス刊
- 夜の乱入者（イラスト：琥狗ハヤテ）（2009年2月）

### CD
- 右手にメス、左手に花束（企画・制作・発売元 サイバーフェイズ）

1. 右手にメス、左手に花束
2. 君の体温、僕の心音
3. 耳にメロディー、唇にキス
4. 夜空に月、我等にツキ
5. その手に夢、この胸に光
6. 頬にそよ風、髪に木漏れ日

- 奇談シリーズ（講談社X文庫）

1. 幽幻少女奇談（2001年7月）
2. 生誕祭奇談（2003年4月）
3. 白拍子奇談（2004年12月）

- 妖魔なオレ様と下僕な僕（ジェネオン エンタテインメント）

- 秘密のクラブへようこそ!（フィフスアベニュー（アニメイト独占販売）/小学館パレット文庫）

- 貴族探偵エドワード（発売元 角川書店）

1. 銀の瞳が映すもの
2. 魔法のランプと優しい嘘

- 作る少年、食う男（企画・制作・発売元 サイバーフェイズ）

1. 作る少年、食う男
2. 執事の受難と旦那様の秘密〈上〉
3. 執事の受難と旦那様の秘密（下）
4. 執事の受難と旦那様の秘密 －番外編－

- 茨木さんと京橋君 1（発売元 サイバーフェイズ）

- きみのハートに効くサプリ（発売元 フィフスアベニュー）

### DVD
- 奇談シリーズ朗読イベント「オルゴール・レクイエム」（2006年1月、講談社X文庫）

- 最後の晩ごはん（2018年6月、販売元 KADOKAWA / 角川書店）